# Skulpturenensemble von Constantin Brâncuși in Târgu Jiu
Das Skulpturenensemble von Constantin Brâncuși in Târgu Jiu ist eine Hommage an die rumänischen Kämpfer, die im Ersten Weltkrieg eine deutsche Offensive in Târgu Jiu aufhielten. Das von Constantin Brâncuși geschaffene Ensemble besteht aus drei einzelnen Skulpturen, Tisch des Schweigens (Masa Tăcerii), Tor des Kusses (Poarta Sărutului) und Säule der Unendlichkeit (Coloana Infinitului), und bildet auf einer Strecke von etwa 1300 m eine West-Ost-Achse.
Das Ensemble wurde vor dem zwanzigsten Jahrestag der zurückgeschlagenen Offensive, 1935, von der Frauenliga von Gorj in Auftrag gegeben und am 27. Oktober 1938 eingeweiht.
Der Tisch des Schweigens, der die Mahlzeit vor dem Kampf symbolisiert, ist aus Kalkstein und wird von 12 sanduhrförmigen Stühlen aus Stein umgeben. Der Tisch hat einen Durchmesser von 2,15 m und eine Höhe von 0,88 m. Das Tor des Kusses, das sich am Parkeingang befindet, ist aus Travertin und symbolisiert den Übergang in ein anderes Leben. Die Säule der Unendlichkeit, ursprünglich Säule der unendlichen Dankbarkeit genannt, stellt das bedeutendste Werk des Komplexes dar. Sie besteht aus 16 aufeinandergetürmten gekappten Doppelpyramiden und ist insgesamt 29,33 m hoch. Alle Werke greifen Motive des oltenischen Brauchtums auf, das Brâncuşi sehr am Herzen lag.
Die Säule der Unendlichkeit weist eine Neigung von 7° auf, seit 1950 ein stalinistischer Bürgermeister der Stadt versuchte, die Säule niederreißen zu lassen.
Das Ensemble befand sich seit 1991 auf der Tentativliste für das UNESCO-Welterbe. Im Juli 2024 wurde es in die Welterbeliste  aufgenommen.

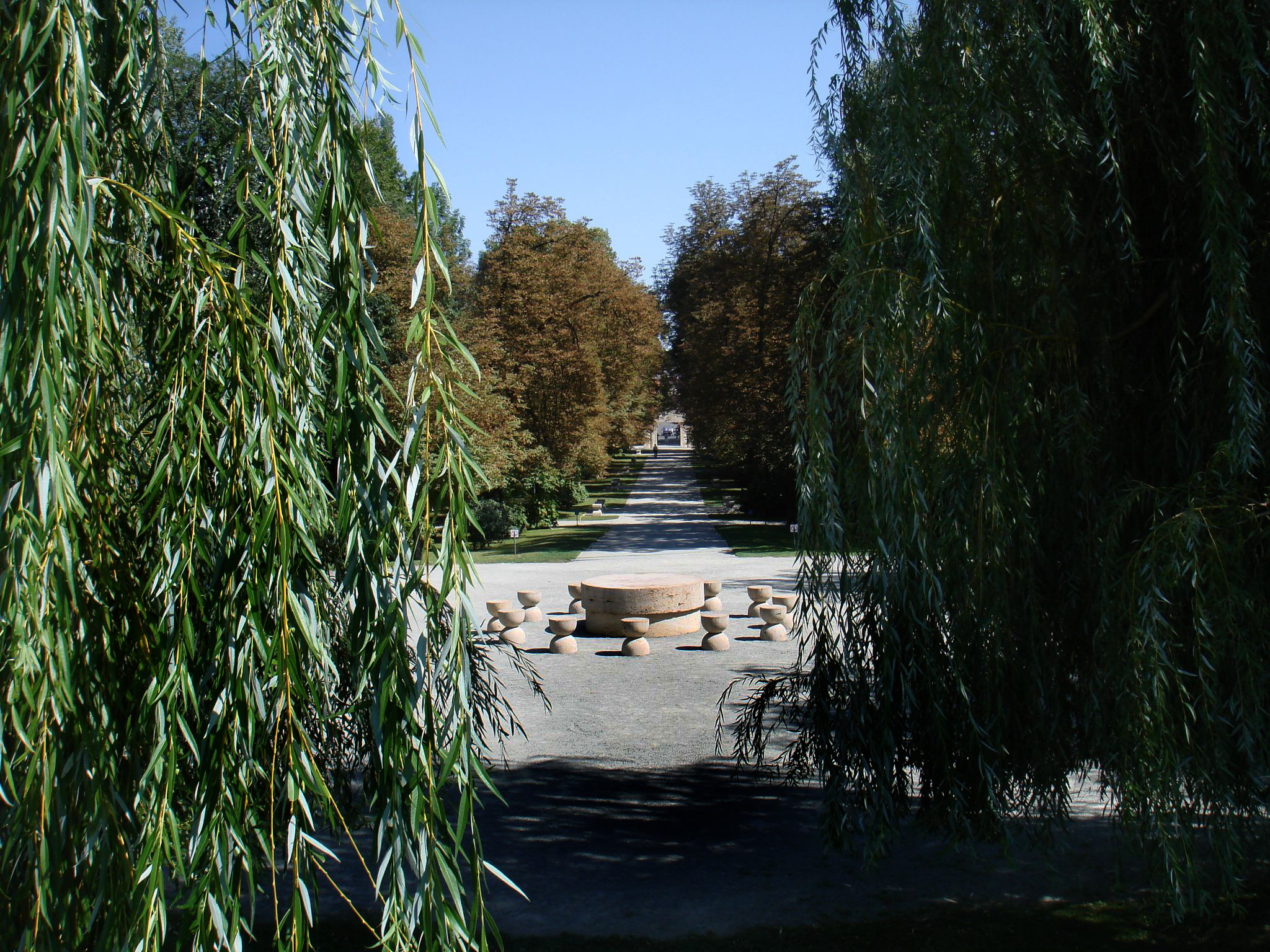
Der Tisch des Schweigens
Das Tor des Kusses
Die Säule der Unendlichkeit